# Conversations with Friends
Conversations with Friends è una serie televisiva britannica tratta dall'omonimo romanzo di Sally Rooney. La serie, co-prodotta da BBC Studios, Hulu e RTÉ One, viene trasmessa su BBC Three dal 15 maggio 2022.

## Trama
La serie si concentra su quattro amici nella Dublino contemporanea: Frances, la sua ex Bobbi, Melissa e suo marito Nick.

## Episodi
| Stagione       | Episodi | Prima TV originale | Prima TV Italia |
| -------------- | ------- | ------------------ | --------------- |
| Prima stagione | 12      | 2022               | 2023            |

## Personaggi e interpreti
- Frances, interpretata da Alison Oliver.
- Bobbi Connolly, interpretata da Sasha Lane.
- Nick Conway, interpretata da Joe Alwyn.
- Melissa Conway, interpretata da Jemima Kirke.

## Produzione

### Sviluppo
Nel febbraio 2020 è stato annunciato che Parlarne tra amici sarebbe stato adattato in una serie televisiva da dodici episodi di mezz'ora l'una. Il team dietro l'adattamento è in gran parte lo stesso che aveva precedentemente curato l'adattamento televisivo di Persone normali, tra cui il regista Lenny Abrahamson e la sceneggiatrice Alice Birch. Nel febbraio 2021 è stato annunciato che Joe Alwyn, Jemima Kirke, Sasha Lane e Alison Oliver avrebbero interpretato i quattro protagonisti.

### Riprese
Le riprese principali si sono svolte nell'Irlanda del Nord tra l'aprile e il luglio 2021.

## Promozione
Il primo trailer è stato pubblicato nell'aprile 2022.

## Distribuzione
La serie esordisce su Hulu e BBC Three il 15 maggio 2022.
In Italia viene distribuita su Raiplay il 10 marzo 2023.